# Назофилия
Назофилия (англ. Nasophilia) — парафилия, связанная с сексуальным влечением к носу. Это может включать сексуальное влечение к определённой форме носа (например, к форме и размеру) или к его определённой области (например, переносице или ноздрям). Фетиш может проявляться в желании реального физического контакта и взаимодействия или в таких фантазиях, как желание проникнуть в ноздри пенисом, языком или пальцем. Назофилия может также включать в себя желание эякулировать в ноздри или на нос. Некоторые люди с этим фетишем мастурбируют, глядя на кого-то, чей нос кажется им чрезвычайно привлекательным. Некоторым людям с этим фетишем также нравится зажимать кому-то нос, чтобы заставить его открыть рот для дыхания.
Другие фантазии могут включать желание понаблюдать или испытать трансформацию носа в связи с элементом художественного произведения, такого как «Пиноккио», или идеи о превращении носа другого существа в подобие свиного рыла как средства сексуального унижения партнёра или знакомого. Фантазии могут быть подкреплены использованием реквизита, ролевых игр или художественной литературы-трансформаций в виде текстов, художественных работ или изменённых фотографий людей (известных как морфинг).
Зигмунд Фрейд интерпретировал нос как замену пениса.